# Abelenbladsteelmineermot
De abelenbladsteelmineermot (Ectoedemia turbidella) is een vlinder uit de familie dwergmineermotten (Nepticulidae). De wetenschappelijke naam is voor het eerst voorgesteld als Nepticula turbidella door Zeller in een publicatie uit 1848.
De soort komt voor in het grootste deel Europa.